# Jan Maas
Johannes Leonardus "Jan" Maas (17 de junho de 1900 — 5 de setembro de 1977) foi um ciclista de pista holandês, que foi profissional no início dos anos 30 do século XX.
Antes de se tornar profissional, participou em dois Jogos Olímpicos. Em Paris 1924, destacou-se como o sexto colocado na prova de estrada por equipes e sétimo na corrida de 50 km. Em Amsterdã 1928, conquistou uma medalha de prata na prova de perseguição por equipes de 4 km, formando equipe com Jan Pijnenburg, Piet van der Horst e Janus Braspennincx.